# Hater (сингл Korn)
«Hater» — третій сингл американського ню-метал гурту Korn з одинадцятого студійного альбому The Paradigm Shift, комерційно виданий 1 липня 2014 р.

## Подробиці
Пісню написали у 2014 й випустили для промоції спеціального видання The Paradigm Shift: The World Tour. Прем'єра на радіо відбулась 19 червня. За словами Джонатана Девіса, нa пісню оприлюднять відеокліп.
За Девісом, трек імовірно є першою заохочувальною піснею, написаною ним будь-коли, й безпосередньо спрямований проти ненависників — гейтерів. Тому тематика пісні стосується багатьох.

## Відеокліп
Режисер: Девід «Yarvo» Яровескі. Прем'єра відбулась 21 серпня. До кліпу потрапили надіслані відео фанів, жертв цькування. Більшість сцен мають червону й сіру кольорову схему. Відео закінчується написом «Self harm or suicide is never the answer. Don't let the haters win. — KoRn».

## Список пісень
Цифрове завантаження
1. «Hater» (album version) — 3:56

## Чартові позиції
| Чарт (2014)                | Найвища позиція |
| -------------------------- | --------------- |
| US Hard Rock Digital Songs | 10              |
| US Hot Rock Songs          | 45              |
| US Mainstream Rock Songs   | 5               |